# Chedgrave
Chedgrave – wieś w Anglii, w hrabstwie Norfolk, w dystrykcie South Norfolk. Leży 17 km na południowy wschód od Norwich i 160 km na północny wschód od Londynu.
Miejscowość liczy 985 mieszkańców.
Położona jest na skraju obszaru chronionej przyrody The Broads.